# Портиџ Крик (Аљаска)
Портиџ Крик (енгл. Portage Creek) насељено је место без административног статуса у америчкој савезној држави Аљаска.

## Демографија
По попису из 2010. године број становника је 2, што је 34 (-94,4%) становника мање него 2000. године.
| Група             | 2000.     | 2010.     |
| Белци             | 5 (13,9%) | 1 (50,0%) |
| Афроамериканци    | 0 (0,0%)  | 0 (0,0%)  |
| Азијати           | 0 (0,0%)  | 0 (0,0%)  |
| Хиспаноамериканци | 0 (0,0%)  | 0 (0,0%)  |
| Укупно            | 36        | 2         |